# Maurice Schwob (industriel)
Pour les articles homonymes, voir Maurice Schwob et Schwob.
Maurice Schwob, de son nom de naissance Moïse Schwob (né le 2 juillet 1838 à Wittenheim en Alsace et mort à Paris 17e le 30 août 1914), est un industriel et un commerçant du domaine du textile, en particulier de la chemiserie. Il est le fondateur de la chaîne de magasins des Cent Mille Chemises (C.M.C.)

## Biographie
Moïse Schwob naît en 1838 à Wittenheim en Alsace. Il est issu d'une famille juive  sans fortune. En 1843, à l'age de 4 ans son père (Nathan Schwob) décède laissant sa veuve (Lia Wormser) seule pour élever 6 enfants âgés de 11 ans à 1ans. Vers1869, il s'installe à Paris. Il se marie le 20 janvier 1870 à paris II, ses deux parents étant décédés, ce sont ces quatre grands parents qui l'accompagne à la mairie ; son épouse se nomme Anna Caen. Moïse Schwob change son prénom en Maurice en 1883.
À la suite de la guerre franco-allemande de 1870, il opte pour conserver la nationalité française, de même qu'une grande partie de sa famille.
De son mariage, est issu 5 enfants, deux garçons qui décède prématurément, le premier d'un accident domestique et le second de maladie. Et trois filles qui donneront 3 gendres très impliqués dans la société.

## Premières affaires
En Alsace, il devient marchand de calicots avec son frère. Arrivé à Paris, Il se lance ensuite dans le commerce de chemises en gros avec un associé, César Bloch, sous le nom Schwob et Cie. En 1873, il dépose sous l'enseigne de la Maison du Progrès, installée au  59 Rue des Petites-Écuries, dans le 10e arrondissement de Paris, un brevet pour un tableau indicateur qui permet de prendre soi-même les mesures de vêtements tels que les chemises ou les caleçons. Ce brevet constitue sa première réussite.

## Les Cent Mille chemises
C'est en 1880 que Moïse Schwob crée à Paris, cette fois seul, le magasin qu'il baptise la Maison des cent mille chemises, à la même adresse rue Lafayette. Il développe au fil des années ce magasin avec plusieurs succursales, puis crée un grand atelier de chemiserie à Paris, rue Louis Blanc, dans le quartier de Saint-Denis, en 1890. En 1891, il fonde une usine de chemiserie à Châteauroux, rue des Fonds (l'actuelle rue de Strasbourg), qui fait de lui l'un des plus importants fabricants de chemises en Indre. Dans les années 1910, l'usine emploie plus de 700 ouvrières. La jeune Raymonde Vincent y est brièvement employée et devient plus tard écrivaine. Trente pavillons ouvriers sont construits dans le voisinage pour accueillir les employées. Trois cents ouvrières travaillant à domicile s'ajoutent aux employées de l'usine. En 1906, Schwob fonde une blanchisserie à Creil, dans l'Oise.
Les magasins Aux 100 000 chemises se répandent un peu partout en France. Dans la seconde moitié du XXe siècle, la franchise est présente dans le quartier latin de Paris, boulevard Saint-Michel. Des magasins ouvrent aussi en Belgique. En 1890, une enseigne ouvre à Liège, au coin du passage Lemonnier, où la boutique perdure jusqu'en 2017. Un autre magasin ouvre à Bruxelles, dans le quartier de Molenbeek, où la boutique est classée sur la liste de sauvegarde du patrimoine architectural régional en 2006,.
Maurice Schwob est l'initiateur du principe du prêt à porter. À une époque où acheter un vêtement implique d'aller chez un tailleur pour se faire prendre ses mesures, l'idée novatrice de Maurice Schwob consiste à proposer une encyclopédie de toutes les tailles possibles. Le client n'a qu'à remplir une fiche en indiquant ses mesures et sa chemise est confectionnée en usine sur la base de ses indications. C'est le précurseur du principe du prêt à porter. Schwob invente également le concept « Satisfait ou remboursé ».
Maurice Schwob développe également une action sociale paternaliste envers ses ouvrières. Il fait construire autour de son usine à Paris des commerces et des maisons ouvrières qui laissent une marque durable sur le quartier. Il crée également, en 1895, une Société de secours mutuel qui leur facilite l'accès à des soins médicaux. Il donne à ses ouvrières une participation aux bénéfices. Cette politique d'entreprises lui vaut plusieurs récompenses. La marque "Aux 100 000 chemises" vaut à Maurice Schwob une médaille à l'Exposition universelle de 1900, une médaille d'or lors de l'Exposition universelle de Saint-Louis en 1904 et un titre hors concours lors de l'Exposition universelle de Milan en 1906. Maurice Schwob devient chevalier de la Légion d’honneur en 1908.
En 1910, Maurice Schwob transforme l'entreprise Les Cent Mille chemises en société anonyme.
Maurice Schwob meurt à Paris en 1914.

## Postérité

### La marque et les magasins Cent mille chemises après Schwob
Après Maurice Schwob, ses trois gendres poursuivent son entreprise des Cent Mille Chemises. Durant la Seconde Guerre mondiale, l'ordonnance allemande du 18 octobre 1940 contraint les entreprises et biens appartenant aux Juifs à être mise sous séquestre. L'entreprise est une des première société (dès le 25 octobre 1940) à majorité d'actionnaires non aryen à être mise sous administrateur provisoire. Dans les années 1950, les Cent mille chemises sont rachetées par Joseph Pilosoff, connu pour avoir repris peu après l'épicerie Fauchon à Paris. Vers 1970, les Cent mille chemises sont rachetées par un groupe britannique qui l'annexe à sa filiale de luxe, Burberry. En 1987, l'entreprise Cent mille chemises est scindée en deux : la marque et le réseau des magasins sont rachetés par Edmond Cohen pour le compte de la marque De Fursac, tandis que l'usine de Châteauroux est reprise par René Vercasson sous le nom CCM (Compagnie Cent mille).

### L'usine Cent mille chemises de Châteauroux
En 1972, l'usine des Cent mille chemises à Châteauroux emploie 400 salariées. L'usine produit des chemises pour de nombreuses grandes marques telles que Courrèges, Lanvin, Forest ou De Fursac. Dans les derniers temps de sa prospérité, les commandes pour la marque britannique Burberry représentent la moitié de sa production. Mais en 1982, Burberry met fin à sa collaboration avec les Cent mille chemises. René Vercasson rachète le fonds, puis les locaux. En 1987, lorsque la marque et le réseau des magasins Cent mille chemises sont rachetés par l'entreprise De Fursac, l'usine de Châteauroux est dissociée du reste du groupe : René Vercasson reprend l'usine en tant qu'entreprise à part entière sous le nom CCM (Compagnie Cent mille). CCM continue à fournir des chemises aux magasins de l'ancien réseau des Cent mille. Elle lance ses propres marques, en particulier "Fil à fil". CCM constitue l'une des dernières entreprises de confection ayant subsisté dans le département de l'Indre.
Au cours de ses dernières années, en raison des difficultés financières de CCM, les bâtiments de l'usine sont rachetés peu à peu par l'Organisme d'habitation et de construction (OPAC) du département afin de procurer de la trésorerie à l'entreprise, et l'usine en devient locataire en juillet 1993. L'entreprise CCM connaît deux placements en redressement judiciaire en 1992 puis en 1997 ; elle est enfin placée en liquidation judiciaire en 2002 et ferme définitivement en 2004 : ainsi l'usine des Cent mille chemises est-elle mise à l'arrêt. Le fonds documentaire de l'entreprise CCM est conservé aux Archives départementales de l'Indre.
Après la liquidation définitive de l'entreprise SARL Cent Mille en 2004, les bâtiments restent désaffectés plusieurs années. L'un d'eux est ravagé par un incendie en 2011. Trois des bâtiments, qui donnent sur la rue de Strasbourg, sont classés à l'inventaire des Monuments historiques. En 2015, l'OPAC 36 lance un projet de réhabilitation du quartier,. L'ancienne usine est déconstruite en respectant les bâtiments classés. Un nouveau quartier est construit sur les 13 000 m² du site, avec des logements sociaux, des boutiques, une maison médicale et des bureaux. La phase de déconstruction se termine en mars 2018. Le nouveau quartier est inauguré fin juin 2022,.

### Exposition
Le Musée de la chemiserie et de l'élégance masculine à Argenton-sur-Creuse consacre une exposition à Maurice Schwob en 2014.